# Petra Carlsson
Petra Carlsson, född 1 oktober 1974 i Göteborg, är en svensk professor och teolog. Hon är sedan 2021 professor i systematisk teologi vid Enskilda Högskolan i Stockholm.  
Petra Carlsson prästvigdes i Växjö domkyrka 2002. Hon disputerade 2012 med avhandlingen "Theology beyond Representation: Foucault, Deleuze and the Phantasms
of Theological Thinking".